# Ahuillé
Ahuillé település Franciaországban, Mayenne megyében. Lakosainak száma 1864 fő (2022. január 1.). Ahuillé Montjean, Courbeveille, Astillé, Montigné-le-Brillant, Saint-Berthevin és Loiron-Ruillé községekkel határos.

## Népesség
A település népességének változása:
| Lakosok száma | 841  | 1454 | 1399 | 1717 | 1848 | 1806 | 1806 | 1831 | 1844 | 1864 |
|               | 1968 | 1982 | 1990 | 2006 | 2013 | 2015 | 2017 | 2019 | 2020 | 2022 |